# اسکات زد. برنس
اسکات زد. برنس (انگلیسی: Scott Z. Burns)؛ زادهٔ ۱۹۶۲ (۶۲–۶۳ سال) یک فیلم‌نامه‌نویس، کارگردان، و تهیه‌کننده تلویزیونی اهل ایالات متحده آمریکا است.